# دلفین چانیک
دلفین شانیاک (فرانسوی: Delphine Chanéac‎؛ زادهٔ ۱۴ نوامبر ۱۹۷۸) هنرپیشه اهل فرانسه است. وی از سال ۱۹۹۶ میلادی تاکنون مشغول فعالیت بوده‌است.
از فیلم‌ها یا برنامه‌های تلویزیونی که وی در آنها نقش داشته‌است می‌توان به مأمور انتقال، پلنگ صورتی، شکاف و بریس از نیس اشاره کرد.